# Liste der Kulturdenkmale in Sandersdorf-Brehna
In der Liste der Kulturdenkmale in Sandersdorf-Brehna sind alle  Kulturdenkmale der Gemeinde Sandersdorf-Brehna und ihrer Ortsteile aufgelistet. Grundlage ist das Denkmalverzeichnis des Landes Sachsen-Anhalt, das auf Basis des Denkmalschutzgesetzes des Landes Sachsen-Anhalt vom 21. Oktober 1991 durch das Landesamt für Denkmalpflege und Archäologie Sachsen-Anhalt erstellt und seither laufend ergänzt wurde (Stand: 31. Dezember 2022).

## Kulturdenkmale nach Ortsteilen

### Brehna
| Lage                                                                                        | Bezeichnung                   | Beschreibung | Erfassungs- nummer | Ausweisungsart               | Bild                    |
| ------------------------------------------------------------------------------------------- | ----------------------------- | --- | ------------------ | ---------------------------- | ----------------------- |
| Carlsfeld 1–12 (Karte)                                                                      | Heilanstalt Carlsfeld         | Ensemble im weitläufigen stark verwilderten Park, gegründet 1827/28 als Poststation, von 1861 bis 1998 Heilstätte, Knappschaftskrankenhaus, Tuberkulose-Klinik und Außenstelle des Kreiskrankenhauses Bitterfeld, umgebende Mauer nur noch in Resten vorhanden, seit 1998 teilweise genutzt von einem Seniorenheim | 094 95719          | Denkmalbereich               | Weitere Bilder          |
| Am Schützenplatz (Karte)                                                                    | Mühle                         | Sogen. Schmidt-Mühle, Bockwindmühle, 1879 erbaut, Mühlenstandort belegt seit 1541, durch exponierte Lage straßenbildprägend, Wahrzeichen der Stadt | 094 05232          | Baudenkmal                   | Weitere Bilder          |
| Bahnhofstraße 7, 8 (Karte)                                                                  | Häusergruppe                  | Zwei aneinander gesetzte, lang gestreckte, traufständige, zweigeschossige Putzbauten; Nr. 7 Diakonatsgebäude, Nr. 8 Pfarrhof; ursprünglich erhaltene Fenster, Türen und Tore, erbaut um 1800 | 094 96228          | Denkmalbereich               | Häusergruppe            |
| Bahnhofstraße 16 (Karte)                                                                    | Villa                         | Zweigeschossiger Putzbau des Jugendstils, erbaut 1907 vom Gutsbesitzer Otto Horn, wirkungsvolle Fassadengestaltung durch Kombination von Risaliten mit geschweiftem Ziergiebel und Krüppelwalmdach sowie einem eingezogenen runden Türmchen mit Haube | 094 96230          | Baudenkmal                   | Weitere Bilder          |
| Bahnhofstraße 20a (Karte)                                                                   | Villa                         | Stattliche in den 1890er Jahren erbaute eingeschossige Villa mit den typischen Verzierungen durch Greppiner Formsteine an Fenstereinfassungen und -verdachungen, dominanter Mittelrisalit mit Zwerchhaus und Sprengwerk | 094 96231          | Baudenkmal                   | Villa                   |
| Bahnhofstraße 20b (Karte)                                                                   | Bahnhof                       | An der Linie Halle-Berlin liegender Personen- und Güterbahnhof, eine der ältesten erhaltenen Bahnhofsanlagen in Sachsen-Anhalt, Empfangsgebäude aus den 1880er Jahren (wurde 2020 abgebrochen) | 094 96232          | Baudenkmal                   | Weitere Bilder          |
| Bahnhofstraße 25 (Karte)                                                                    | Wohnhaus                      | Auffallender Ziegelbau mit Mansarddach, erbaut im 4. Viertel des 19. Jh. von Wilhelm Bode, schlichte zweigeschossige Fassade künstlerisch anspruchsvoll bereichert durch den Einsatz der charakteristischen Greppiner Formsteine im Gesimsband | 094 96233          | Baudenkmal                   | Wohnhaus                |
| Bitterfelder Straße 1 (Karte)                                                               | Wohnhaus                      | Zur ursprünglichen Bebauung der Stadt zählender schlichter, lang gestreckter Putzbau, unter dem Putz massives Erdgeschoss und Obergeschoss aus Fachwerk, um 1800 errichtet | 094 96235          | Baudenkmal                   | Wohnhaus                |
| Bitterfelder Straße 2 (Karte)                                                               | Wohnhaus                      | Hoch aufragender, breit gelagerter, barocker Putzbau von 1716 mit Mansardwalmdach, kleine Tafel mit Datierung über dem mittleren Fenster des Erdgeschosses der Fassade, hier ursprünglich der Eingang | 094 96236          | Baudenkmal                   | Wohnhaus                |
| Bitterfelder Straße 5 (Karte)                                                               | Wohnhaus                      | Haus ist abgebrochen, es handelte sich um einen ursprünglich erhaltenen bescheidenen Putzbau aus der 2. Hälfte des 19. Jh., im Kern älter | 094 96238          | Baudenkmal                   | Wohnhaus                |
| Bitterfelder Straße 16 (Karte)                                                              | Wohnhaus                      | Einer der besterhaltenen Jugendstilbauten der Stadt, ehemalige Brauerei, Reichtum an Einzelformen wie hölzerner Fenstererker, Fensterläden im Erdgeschoss, Verbretterung des Giebels, erbaut 1909 | 094 95137          | Baudenkmal                   | Wohnhaus                |
| Bitterfelder Straße 28, 29 (Karte)                                                          | Rathaus                       | Neues Rathaus | 094 96239          | Baudenkmal                   | Weitere Bilder          |
| Bitterfelder Straße 31, 32 (Karte)                                                          | Wohn- und Geschäftshaus       | Adler-Apotheke, ursprünglich das Herrenhaus des Gutes von Gustav Sernau, seit 1957 Apotheke; stattlicher zweigeschossiger Putzbau mit gründerzeitlicher Fassade von 1886, Mansard-Krüppelwalmdach, im Kern wahrscheinlich barock | 094 96240          | Baudenkmal                   | Wohn- und Geschäftshaus |
| Bitterfelder Straße 35                                                                      | Wohnhaus                      | An die Rückseite der Nr. 36 stoßendes, vermutlich ehemaliges Nebengebäude, gemeinsam eine Hofanlage bildend; straßenseitig zweigeschossiger Putzbau mit Satteldach, hofseitig auf Grund des Laubenganges baugeschichtlich bemerkenswert, 18. Jahrhundert | 094 96241          | Baudenkmal                   | Wohnhaus                |
| Bitterfelder Straße 36                                                                      | Wohnhaus                      | Durch markante Ecklage auffallender Bau, schlichtes zweigeschossiges Gebäude mit Mansardwalmdach, Bruchsteinsockel mit Fachwerk-Obergeschoss, datiert 1713 | 094 95398          | Baudenkmal                   | Wohnhaus                |
| Gördenitzer Weg 8                                                                           | Wohnhaus                      | Gut proportionierter zweieinhalbgeschossiger Ziegelbau auf Natursteinsockel, um 1880 erbaut, Mittelrisalit über zwei Fensterachsen mit eigenem Giebel und Querdach, Pferdekopfskulptur im Giebel aus der Zeit des Erbauers, des Hufschmieds Karl Wilhelm | 094 95717          | Baudenkmal                   | Wohnhaus                |
| Hallesche Straße 1 (Karte)                                                                  | Wohn- und Geschäftshaus       | Ehemaliges Gasthaus Zum Pelican, bereits 1690 bekannt, aus zwei zweigeschossigen Bauten zusammengesetzter Komplex; Reliefplatte mit Pelikan in der Fassade, 19. Jahrhundert, im Kern vermutlich älter | 094 96242          | Baudenkmal                   | Weitere Bilder          |
| Hallesche Straße 9, 10, 11 (Karte)                                                          | Häusergruppe                  | Ein sich aus drei Putzbauten des Historismus zusammensetzendes Ensemble, Gestaltung und Verzierung unterschiedlich: Nr. 9 schlichter barockisierender Jugendstil, Nr. 10 der niedrigste Bau mit einfacher Gründerzeitfassade, Nr. 11 mit anspruchsvoller Fassade in neuklassizistischem Stil von 1859/60 | 094 96243          | Denkmalbereich               | Häusergruppe            |
| Hallesche Straße 22 (Karte)                                                                 | Wohnhaus                      | Von der ehemaligen Vorstadtbebauung letztes ursprünglich erhaltenes Landarbeiterhaus, besonders niedriger, zweiachsiger und eingeschossiger Putzbau, Fassadengestaltung 2. Hälfte des 19. Jh., im Kern vielleicht spätes 18. Jh. | 094 96244          | Baudenkmal                   | Wohnhaus                |
| Hallesche Straße 28 (Karte)                                                                 | Wohnhaus                      | Einziger erhaltener Bau mit vom Expressionismus inspirierter Fassadengestaltung der 1920/30er Jahre in Brehna, im Kern älterer Bau, bemalte Haustür mit Architrav und Dreiecksgiebel, Wohnhaus der Künstlerfamilie Weihe | 094 96245          | Baudenkmal                   | Weitere Bilder          |
| Kitzendorfer Platz 2                                                                        | Bauernhaus                    | Multhoffsches Haus, eines der ältesten Bauernhäuser der Region, frühes 17. Jh., stattliches Fachwerkhaus mit nur noch seltenem überdachten Laubengang auf der Westseite, Krüppelwalmdach, zweiflügelige Eingangstür aus Eiche mit Oberlicht und Inschrift, innen mit prächtiger Holzdecke | 094 96257          | Baudenkmal                   |                         |
| Kitzendorfer Platz 3                                                                        | Bauernhof                     | Bauernhof Ursprünglich erhaltener stattlicher Vierseithof, zweigeschossiges verputztes Wohnhaus mit zum Teil originalen Fenstern und Türen, Krüppelwalmdach | 094 96252          | Baudenkmal                   |                         |
| Kitzendorfer Platz 3, ehemalige Ortslage Kitzendorf                                         | Taubenhaus                    | Taubenhaus | 094 96252 001      | Teilobjekt eines Baudenkmals |                         |
| Markt (Karte)                                                                               | Kursächsische Postmeilensäule | Die Kursächsische Postdistanzsäule ist die Kopie einer Säule aus dem Jahr 1730. Erstellt hat die Kopie der Steinmetz Klaus Weihe aus Brehna, bei dem auch die Teile der Originalsäule verblieben. Im Jahre 1980 wurde die Kopie aufgestellt und eingeweiht. Auf einem Postament steht ein Obelisk. Dieser ist mit Wappenschmuck, Posthorn und Entfernungsangaben in Wegstunden (1 St. = 4,531 km) versehen. Die Kopie ist ein wichtiges Zeugnis der Vermessung in Kursachsen.      | 094 05257          | Baudenkmal                   | Weitere Bilder          |
| Markt 1, 1b, 2, 3, 4, 5, 6, 7, 8, 9, 10, 11, 12, 13, 14, 15, 16, 17, 18, 19, 20, 21 (Karte) | Marktplatz                    | Historisch gewachsener langgestreckter Marktplatz mit nahezu geschlossener Bebauung aus der Zeit nach 1713 bis Ende des 19. Jahrhunderts | 094 96246          | Denkmalbereich               | Weitere Bilder          |
| Markt 1b (Karte)                                                                            | Rathaus                       | Altes Rathaus | 094 06307          | Baudenkmal                   | Weitere Bilder          |
| Markt 2 (Karte)                                                                             | Bauernhof                     | Der Bauernhof, ein Vierseithof, zum Teil noch aus dem Ende des 17. Jahrhunderts, befindet sich direkt neben dem alten Rathaus. Das Wohnhaus ist ein heute verputztes, im Kern barockes Gebäude in regionaltypischer Bauweise mit Bruchsteinunter- und Fachwerkobergeschoss. | 094 95754          | Baudenkmal                   | Weitere Bilder          |
| Markt 5 (Karte)                                                                             | Bauernhof                     | Der Dörge-Hof wurde Ende des 19. Jahrhunderts erbaut, über dem Eingang zum Wohnhaus steht die Jahreszahl 1886. Ursprünglich war der Bauernhof ein Vierseithof, heute ist es ein Dreiseithof. Die Gebäude sind aus Greppiner Ziegelstein teilweise mit üppigen Verzierungen. Das Wohnhaus zum Markt ist zweigeschossig, auf der rechten Seite befindet sich eine Tordurchfahrt. Der Eingang liegt in der dritten Achse von links, vor dem Eingang befindet sich eine kleine Treppe. | 094 06370          | Baudenkmal                   | Bauernhof               |
| Markt 10 (Karte)                                                                            | Wohn- und Geschäftshaus       | Platzbestimmender und für die Geschlossenheit des Marktes wichtiger barocker Eckbau, errichtet 1720, zweigeschossiger Putzbau mit auffallendem Mansardwalmdach, wirkungsvolle Fassadengestaltung, einer der bedeutendsten Bauten der Stadt | 094 96247          | Baudenkmal                   | Wohn- und Geschäftshaus |
| Pestalozzistraße (Karte)                                                                    | Kirche                        | Stadt- und Klosterkirche Brehna, St. Clemens und St. Jakobus | 094 06226          | Baudenkmal                   | Weitere Bilder          |
| Pestalozzistraße 3 (Karte)                                                                  | Schule                        | Die Schule in der Pestalozzistraße 3 wurde 1869 erbaut. Die Schule befindet sich parallel und südlich der Kirche. Es ist ein zweigeschossiger Bau aus roten Ziegeln. Der Bau besteht aus drei Teilen, der Mittelteil ist zweigeschossig, die Seiten sind dreigeschossig und ragen risalitartig hervor. Die Wände sind mit Lisenen gegliedert. | 094 95718          | Baudenkmal                   | Schule                  |
| Pestalozzistraße 24 (Karte)                                                                 | Wohnhaus                      | Zweigeschossiger Putzbau mit originalen Türen und Fenstern, aufgeputztes Gesims und Faschen, typischer Bau aus der Zeit um 1900 | 094 96248          | Baudenkmal                   | Wohnhaus                |
| Quetzer Weg 1 (Karte)                                                                       | Friedhof Brehna               | Friedhof Nördlich der Ortschaft vollständig erhaltene Friedhofsanlage mit neuromanischer Kapelle aus Backstein, von Ziegelmauer eingefasst mit zum Teil prächtigen Grabplatten und Familiengräbern, ab ca. 1900 entstanden, als der Friedhof am Kloster zu klein geworden war | 094 96249          | Baudenkmal                   | Weitere Bilder          |
| Quetzer Weg 1                                                                               | Kapelle                       | Kapelle | 094 96249 001      | Teilobjekt eines Baudenkmals |                         |
| Quetzer Weg 9 (Karte)                                                                       | Mühle                         | Sogen. Hädicke-Mühle, auf freiem Feld stehende und weithin sichtbare Windmühle, 1846 als Bockwindmühle erbaut, 1947 zur Paltrockmühle umgebaut, komplette Technikausstattung erhalten | 094 05216          | Baudenkmal                   | Weitere Bilder          |
| Rathausgasse 3 (Karte)                                                                      | Gutshof                       | Anlage bestehend aus zweigeschossigem verputzten Gutshaus mit steilem Krüppelwalmdach, barocke Eingangsgestaltung, dazugehörige qualitätvolle Wirtschaftsgebäude in Ziegel- bzw. Fachwerkbauweise, 2. Hälfte des 19. Jahrhunderts | 094 96250          | Baudenkmal                   | Gutshof                 |
| Tauchmanns Mühle 6 (Karte)                                                                  | Mühle                         | Sogen. Tauchmann-Mühle, am östlichen Rand des ehemaligen Ortsteils Kitzendorf stehende, in Resten erhaltene Bockwindmühle, 1747 erbaut, in den 1930er Jahren Umstellung auf Motorbetrieb, in den 1950er Jahren massiv unterfangen und Abbau der Flügel | 094 05258          | Baudenkmal                   | Weitere Bilder          |
| Thiemendorfer Straße 24                                                                     | Bauernhaus                    | An der abknickenden Hauptstraße in der Blickachse stehender zweigeschossiger Putzbau, Erdgeschoss aus massiven Lehmwänden, Fachwerk-Obergeschoss, Krüppelwalmdach, um 1800 errichtet | 094 96254          | Baudenkmal                   | Bauernhaus              |
| Thiemendorfer Straße 30                                                                     | Wohnhaus                      | An der platzähnlichen Erweiterung der Straße stehender, zweigeschossiger, verputzter Lehmbau in gutem Originalzustand | 094 96253          | Baudenkmal                   |                         |
| Tornaer Platz 12                                                                            | Wohnhaus                      | Das Bild des Dorfplatzes bestimmender zweigeschossiger giebelständiger Bau aus der Mitte des 18. Jh., Giebel und Südseite verputzt, Nordseite massives Erdgeschoss mit Fachwerkaufsatz | 094 96255          | Baudenkmal                   |                         |
| Wiesewitzer Platz 2                                                                         | Bauernhof                     | Kleine Hofanlage eines Bauern oder Handwerkers aus dem frühen 19. Jahrhundert, Dreiseithof bestehend aus verputzten Lehmbauten, giebelständiges eingeschossiges Wohnhaus, traufständiger eingeschossiger Stall und zweigeschossige Scheune mit Ziegelgiebel | 094 96256          | Baudenkmal                   |                         |

### Beyersdorf
| Lage                                               | Bezeichnung | Beschreibung                                                                                           | Erfassungs- nummer | Ausweisungsart | Bild           |
| -------------------------------------------------- | ----------- | --- | ------------------ | -------------- | -------------- |
| Schulplatz (Karte)                                 | Kirche      | kleiner einschiffiger romanischer Bruchsteinbau mit eingezogenem Chor und jüngerem, geraden Ostschluss | 094 95451          | Baudenkmal     | Weitere Bilder |
| Schulplatz 1 (Karte)                               | Schule      | | 094 95453          | Baudenkmal     | BW             |
| Schulplatz 1, 3, 4, 13, 14, 16, 19, 20, 22 (Karte) | Platz       | | 094 95450          | Denkmalbereich | BW             |
| Schulplatz 13 (Karte)                              | Herrenhaus  | | 094 95455          | Baudenkmal     | BW             |
| Schulplatz 16 (Karte)                              | Bauernhof   | | 094 95456          | Baudenkmal     | BW             |
| Schulplatz 19 (Karte)                              | Bauernhof   | | 094 95457          | Baudenkmal     | BW             |
| Schulplatz 22 (Karte)                              | Bauernhof   | | 094 95458          | Baudenkmal     | BW             |
| Schulplatz 3, 4 (Karte)                            | Wohnhaus    | | 094 95454          | Baudenkmal     | BW             |
| Zörbiger Straße 1b (Karte)                         | Pfarrhaus   | | 094 95452          | Baudenkmal     | BW             |

### Glebitzsch
| Lage                    | Bezeichnung | Beschreibung | Erfassungs- nummer | Ausweisungsart | Bild           |
| ----------------------- | ----------- | --- | ------------------ | -------------- | -------------- |
| Dorfplatz 8 (Karte)     | Kirche      | Neugotischer einschiffiger Ziegelbau mit eingezogenem polygonalen Chor, errichtet 1896–1898; auf dem Kirchhof ein aus einem Gedenkstein und mehreren Grabsteinen bestehendes Kriegerdenkmal für die im Ersten Weltkrieg Gefallenen | 094 12198          | Baudenkmal     | Weitere Bilder |
| Friedensplatz 8 (Karte) | Gutshaus    | | 094 96546          | Baudenkmal     | BW             |
| Kirchstraße 18 (Karte)  | Wohnhaus    | Wohnhaus eines ehemaligen Großbauerngehöfts aus dem 19. Jahrhundert, 2017 als Denkmal ausgewiesen | 094 71698          | Baudenkmal     | BW             |

### Köckern
| Lage                                                | Bezeichnung | Beschreibung | Erfassungs- nummer | Ausweisungsart | Bild           |
| --------------------------------------------------- | ----------- | ------------ | ------------------ | -------------- | -------------- |
| Dorfplatz (Karte)                                   | Kirche      |              | 094 06229          | Baudenkmal     | Weitere Bilder |
| Dorfplatz 8 (Karte)                                 | Bauernhof   |              | 094 12197          | Baudenkmal     | BW             |
| Dorfplatz 25 (Karte)                                | Bauernhaus  |              | 094 96394          | Baudenkmal     | BW             |
| Großzöberitzer Straße Flur 9, Flurstück15/1 (Karte) | Mühle       |              | 094 05409          | Baudenkmal     | Mühle          |
| Großzöberitzer Straße 21 (Karte)                    | Gutshaus    |              | 094 96393          | Baudenkmal     | BW             |
| Großzöberitzer Straße 26 (Karte)                    | Saalbau     |              | 094 96395          | Baudenkmal     | BW             |

### Roitzsch
| Lage                                                                                        | Bezeichnung             | Beschreibung | Erfassungs- nummer | Ausweisungsart               | Bild                    |
| ------------------------------------------------------------------------------------------- | ----------------------- | --- | ------------------ | ---------------------------- | ----------------------- |
| B 100 von Brehna kommend 200 m vor dem Abzweig Roitzsch auf der linken Straßenseite (Karte) | Distanzstein            | | 094 96656          | Baudenkmal                   | Distanzstein            |
| Bahnhofstraße 2 (Karte)                                                                     | Villa                   | Ehemalige Fabrikantenvilla der Zuckerfabrik Roitzsch aus dem 4. Viertel des 19. Jahrhunderts, aufwendige Verzierung mit Greppiner Formsteinen und Terrakotten, Medaillons und zwei Skulpturen                                                                                          | 094 06369          | Baudenkmal                   | Villa                   |
| Ernst-Thälmann-Straße Ecke Friedrich-Ebert-Straße (Karte)                                   | Scheune                 | Qualitätvoller, zweigeschossiger, giebelständiger Ziegelbau aus dem späten 19. Jahrhundert, reiche Ziegelornamentik aus Greppiner Formsteinen, dazugehörige straßenraumbegrenzende Ziegelmauer mit Pfeilern in ähnlicher Gestaltung wie die Scheune                                    | 094 90099          | Baudenkmal                   | Scheune                 |
| Ernst-Thälmann-Straße 47, 48, 49                                                            | Häusergruppe            | | 094 96336          | Denkmalbereich               |                         |
| Friedrich-Ebert-Straße 5 Flur 10, Flurstück 2 (Karte)                                       | Rathaus                 | | 094 12321          | Baudenkmal                   | BW                      |
| Gartenstraße 30 (Karte)                                                                     | Wirtschaftsgebäude      | | 094 96339          | Baudenkmal                   | BW                      |
| Karl-Liebknecht-Straße Flur 11, Flurstück 1, 2, 4                                           | Park                    | Als Gutspark Ende des 19. Jh. nach dem Vorbild des Wörlitzer Parks geschaffen, seit 1928 öffentlich zugänglich, gartengeschichtlich und dendrologisch interessant die vielen seltenen Bäumen Nordamerikas und Ostasiens                                                                | 094 12325          | Baudenkmal                   | Weitere Bilder          |
| Karl-Liebknecht-Straße 7 Flur 11, Flurstück 23/3, 21/2 (Karte)                              | Gutshaus                | Zweigeschossiger Putzbau mit auffallend breit gelagerter Giebelseite, Mansarddach und Dachhäuschen | 094 12319          | Baudenkmal                   | Gutshaus                |
| Karl-Liebknecht-Straße 5a (Karte)                                                           | Gutshaus                | | 094 12324          | Baudenkmal                   | BW                      |
| Kirchstraße (Karte)                                                                         | Kirche                  | Ursprünglich romanische Kirche, 1459–1464 zu dreischiffiger Basilika umgebaut, verputzter Bruchsteinbau mit steinsichtigem Westquerturm und steilem Zeltdach | 094 06206          | Baudenkmal                   | Weitere Bilder          |
| Kirchstraße 11 (Karte)                                                                      | Wohnhaus                | Zweigeschossiger Ziegelbau des ausgehenden 19. Jahrhunderts, zeit- und regionaltypisch in Architektur und Dekor, gründerzeitliche Fassadengestaltung mittels Ziegelornamentik, segmentbogige Tor- und Fensteröffnungen                                                                 | 094 96341          | Baudenkmal                   | Wohnhaus                |
| Kirchstraße 12c (Karte)                                                                     | Gutshaus                | Stattlicher hoch aufragender Putzbau mit markantem Mansarddach, zweiläufige Freitreppe vor dem leicht vorkragenden Mittelrisalit | 094 96342          | Baudenkmal                   | Gutshaus                |
| Kirchstraße 15 Flur 10, Flurstück 29, 30 (Karte)                                            | Pfarrhaus               | Wurde vor dem Mai 2015 abgerissen | 094 12326          | Baudenkmal                   | BW                      |
| Kirchstraße 15a Flur 15, Flurstück 1/19 (Karte)                                             | Domäne                  | Landgut Beyersdorf | 094 12320          | Baudenkmal                   | BW                      |
| Lindenstraße, Flur 14-7/1 (Karte)                                                           | Alter Friedhof          | Friedhof | 094 96347          | Baudenkmal                   | BW                      |
| Lindenstraße, Flur 14-7/1                                                                   | Kapelle                 | Kapelle | 094 96347 001      | Teilobjekt eines Baudenkmals |                         |
| Lindenstraße Flur 15, Flurstück 71 (Karte)                                                  | Kriegerdenkmal Roitzsch | Am 28. Juli 1885 eingeweihtes, 10 m hoch aufragendes Geschichtsdenkmal, auf einem Postament stehende und von einem Adler bekrönte Säule, Inschrifttafel am Sockel für die Gefallenen der Kriege 1866 und 1870/71, zusätzlich angebrachte Tafel mit den Kriegsdaten 1914/18 und 1943/45 | 094 12322          | Baudenkmal                   | Kriegerdenkmal Roitzsch |
| Lindenstraße 41 (Karte)                                                                     | Wohnhaus                | Städtebaulich markant stehender Putzbau mit massivem Erdgeschoss und Obergeschoss in Fachwerk, erbaut um 1800, Fenster im Erdgeschoss mit Klappläden um 1900 | 094 96345          | Baudenkmal                   | Wohnhaus                |
| Lindenstraße 43 (Karte)                                                                     | Wohnhaus                | Die Nachbarhäuser überragender zweigeschossiger Putzbau mit Krüppelwalmdach, an der östlichen Traufseite kleines Wappen mit den Initialen RH und Datierung 1899 | 094 96346          | Baudenkmal                   | Wohnhaus                |
| Paul-Schiebel-Straße 7 Flur 13, Flurstück 10                                                | Villa                   | | 094 12323          | Baudenkmal                   |                         |
| Poststraße Flur 15, Flurstück 49 (Karte)                                                    | Denkmal                 | 1910 eingeweihtes Ehrenmal für Otto von Bismarck, schlichte Stele aus rotem Porphyr; das während der DDR-Zeit fehlenden Bismarckmedaillon 1994 ersetzt | 094 12327          | Baudenkmal                   | Denkmal                 |
| Poststraße 9                                                                                | Wohnhaus                | | 094 96348          | Baudenkmal                   |                         |
| Poststraße 16 (Karte)                                                                       | Postamt                 | Zweigeschossiger Putzbau auf niedrigem Feldsteinsockel, der leicht vorspringende Seitenrisalit mit Querdach, der Ziergiebel mit Fachwerk und die gesamte Fassade lebhaft gestaltet mit einer sich kontrastreich abhebenden Ziegelornamentik                                            | 094 96349          | Baudenkmal                   | Postamt                 |
| Teichstraße 9 (Karte)                                                                       | Gemeindehaus            | | 094 96350          | Baudenkmal                   | BW                      |
| Teichstraße 25 Flur 9, Flurstück 12/1 (Karte)                                               | Schule                  | Adolf-Diesterweg-Schule | 094 12328          | Baudenkmal                   | BW                      |
| Wendenplatz 9a                                                                              | Bauernhaus              | | 094 96351          | Baudenkmal                   |                         |

### Heideloh
| Lage                        | Bezeichnung | Beschreibung | Erfassungs- nummer | Ausweisungsart | Bild |
| --------------------------- | ----------- | ------------ | ------------------ | -------------- | ---- |
| Thalheimer Straße 2 (Karte) | Wohnhaus    |              | 094 17188          | Baudenkmal     | BW   |
| Thälmannplatz 7 (Karte)     | Wohnhaus    |              | 094 17189          | Baudenkmal     | BW   |
| Thälmannplatz 9 (Karte)     | Wohnhaus    |              | 094 17190          | Baudenkmal     | BW   |

### Petersroda
| Lage                  | Bezeichnung | Beschreibung | Erfassungs- nummer | Ausweisungsart | Bild     |
| --------------------- | ----------- | ------------ | ------------------ | -------------- | -------- |
| Hauptstraße 1 (Karte) | Wohnhaus    |              | 094 96388          | Baudenkmal     | Wohnhaus |
| Pfarrplatz (Karte)    | Kirche      |              | 094 06262          | Baudenkmal     | Kirche   |
| Pfarrplatz 12 (Karte) | Bauernhof   |              | 094 96390          | Baudenkmal     | BW       |

### Ramsin
| Lage                  | Bezeichnung    | Beschreibung | Erfassungs- nummer | Ausweisungsart | Bild           |
| --------------------- | -------------- | --- | ------------------ | -------------- | -------------- |
| (Karte)               | Friedhof       | Östlich abseits der Gemeinde Zscherndorf gelegener sowjetischer Ehrenfriedhof für 191 Tote, ins Lager Marie verschleppte Kriegsgefangene und Zwangsarbeiter aus der Sowjetunion, Betonwand mit Inschrifttafel, Bestattungen seit 1945, Gestaltung 1946 | 094 06205          | Baudenkmal     | Weitere Bilder |
| Dorfplatz (Karte)     | Kriegerdenkmal | Auf vier Stufen stehende Kunststeinstele mit Inschrift für die Gefallenen des Ersten Weltkriegs, 1935 vom Bildhauer Weihe aus Brehna errichtet, Zusatztafel zur Erinnerung an die Kriegstoten des Zweiten Weltkriegs                                   | 094 96548          | Baudenkmal     | Kriegerdenkmal |
| An der Kirche (Karte) | Kirche         | Kleine, gedrungen wirkende Dorfkirche von 1704, verputzter Saalbau mit dreiseitigem Chorschluss und in das Schiff eingezogenem Westturm; Vorgängerbau von 1604 im Jahr 1640 eingestürzt                                                                | 094 96549          | Baudenkmal     | Weitere Bilder |

### Renneritz
| Lage                    | Bezeichnung | Beschreibung | Erfassungs- nummer | Ausweisungsart | Bild           |
| ----------------------- | ----------- | --- | ------------------ | -------------- | -------------- |
| Brehnaer Straße (Karte) | Kirche      | Am Rande des Friedhofs stehende kleine Dorfkirche, verputzter Massivbau mit quadratischem Westturm und geraden Chorschluss, 1886 datiert | 094 96530          | Baudenkmal     | Weitere Bilder |

### Sandersdorf
| Lage                                                | Bezeichnung    | Beschreibung                  | Erfassungs- nummer | Ausweisungsart | Bild           |
| --------------------------------------------------- | -------------- | ----------------------------- | ------------------ | -------------- | -------------- |
| Bahnhofstraße 13 (Karte)                            | Wohnhaus       |                               | 094 95186          | Baudenkmal     | BW             |
| Bahnhofstraße 26 (Karte)                            | Gasthaus       | Gasthof Zur Eisenbahn         | 094 95187          | Baudenkmal     | BW             |
| Bitterfelder Straße 4 (Karte)                       | Toranlage      |                               | 094 95188          | Baudenkmal     | BW             |
| Dorfplatz 2 (Karte)                                 | Bauernhof      |                               | 094 95189          | Baudenkmal     | BW             |
| Hauptstraße 2, 4, 4a, 8, 8a, Pfingstanger 1 (Karte) | Straßenzeile   |                               | 094 95190          | Denkmalbereich | BW             |
| Kirchplatz (Karte)                                  | Kirche         | Evangelische Kirche           | 094 95192          | Baudenkmal     | Kirche         |
| Kirchplatz 2 (Karte)                                | Pfarrhaus      |                               | 094 95193          | Baudenkmal     | BW             |
| Kirchplatz (Karte)                                  | Kriegerdenkmal |                               | 094 95191          | Baudenkmal     | Kriegerdenkmal |
| Paul-Schiebel-Straße 6 (Karte)                      | Wohnhaus       |                               | 094 95196          | Baudenkmal     | BW             |
| Platz der deutschen Einheit 4 (Karte)               | Villa          |                               | 094 95197          | Baudenkmal     | BW             |
| Platz der deutschen Einheit 7 (Karte)               | Schule         |                               | 094 95198          | Baudenkmal     | BW             |
| Platz der deutschen Einheit 16 (Karte)              | Kirche         | Katholische Kirche St. Marien | 094 95194          | Baudenkmal     | Kirche         |
| Platz der deutschen Einheit 16 (Karte)              | Pfarrhaus      |                               | 094 95195          | Baudenkmal     | BW             |
| Ramsiner Straße 4 (Karte)                           | Wohnhaus       |                               | 094 95199          | Baudenkmal     | BW             |
| Ramsiner Straße 13, 15 (Karte)                      | Wohnhaus       |                               | 094 95200          | Baudenkmal     | BW             |
| Ramsiner Straße 17, 19 (Karte)                      | Wohnhaus       |                               | 094 95201          | Baudenkmal     | BW             |
| Ramsiner Straße 24 (Karte)                          | Villa          |                               | 094 95202          | Baudenkmal     | BW             |

### Zscherndorf
| Lage                   | Bezeichnung    | Beschreibung | Erfassungs- nummer | Ausweisungsart | Bild           |
| ---------------------- | -------------- | ------------ | ------------------ | -------------- | -------------- |
| Dorfplatz 13b (Karte)  | Wohnhaus       |              | 094 80983          | Baudenkmal     | BW             |
| Dorfplatz 20 (Karte)   | Bauernhof      |              | 094 80985          | Baudenkmal     | BW             |
| Lindenstraße (Karte)   | Kriegerdenkmal |              | 094 96608          | Baudenkmal     | Kriegerdenkmal |
| Schulstraße 17 (Karte) | Schule         |              | 094 95727          | Baudenkmal     | BW             |

## Ehemalige Kulturdenkmale nach Ortsteilen
Die nachfolgenden Objekte waren ursprünglich ebenfalls denkmalgeschützt oder wurden in der Literatur als Kulturdenkmale geführt. Die Denkmale bestehen heute jedoch nicht mehr, ihre Unterschutzstellung wurde aufgehoben oder sie werden nicht mehr als Denkmale betrachtet. Mitunter sind Einzelobjekte aber noch immer Bestandteil eines geschützten Denkmalbereichs.

### Brehna
| Lage                  | Bezeichnung            | Beschreibung | Erfassungs- nummer | Ausweisungsart | Bild |
| --------------------- | ---------------------- | ------------ | ------------------ | -------------- | ---- |
| Bitterfelder Straße 4 | Wohnhaus               |              | 094 96237          | Baudenkmal     |      |
| Winkelgasse           | Transformatorenstation |              | 094 96251          | Baudenkmal     |      |

### Petersroda
| Lage                       | Bezeichnung | Beschreibung | Erfassungs- nummer | Ausweisungsart | Bild |
| -------------------------- | ----------- | ------------ | ------------------ | -------------- | ---- |
| Straße der Freundschaft 34 | Wohnhaus    |              | 094 96391          |                |      |

### Renneritz
| Lage             | Bezeichnung | Beschreibung | Erfassungs- nummer | Ausweisungsart | Bild |
| ---------------- | ----------- | ------------ | ------------------ | -------------- | ---- |
| Friedensstraße 2 | Wohnhaus    |              | 094 96531          |                |      |

### Roitzsch
| Lage                             | Bezeichnung            | Beschreibung | Erfassungs- nummer | Ausweisungsart | Bild     |
| -------------------------------- | ---------------------- | ------------ | ------------------ | -------------- | -------- |
| Brehnaer Straße Ecke Teichstraße | Transformatorenstation |              | 094 96335          |                |          |
| Friedrich-Ebert-Straße 2         | Wohnhaus               |              | 094 96337          |                |          |
| Kirchstraße 4                    | Wohnhaus               |              | 094 96340          |                | Wohnhaus |
| Lange Straße 49                  | Wohnhaus               |              | 094 96344          |                |          |
| Paul-Schiebel-Straße 23          | Bauernhof              |              | 094 96343          |                |          |

### Zscherndorf
| Lage         | Bezeichnung | Beschreibung | Erfassungs- nummer | Ausweisungsart | Bild |
| ------------ | ----------- | ------------ | ------------------ | -------------- | ---- |
| Dorfplatz 14 | Wohnhaus    |              | 094 80984          |                |      |

## Legende
In den Spalten befinden sich folgende Informationen:
- Lage: Nennt den Straßennamen und wenn vorhanden die Hausnummer des Kulturdenkmals. Die Grundsortierung der Liste erfolgt nach dieser Adresse. Der Link „Karte“ führt zu verschiedenen Kartendarstellungen und nennt die geographischen Koordinaten.
Link zu einem Kartenansichtstool, um Koordinaten zu setzen. In der Kartenansicht sind Baudenkmale ohne Koordinaten mit einem roten bzw. orangen Marker dargestellt und können in der Karte gesetzt werden. Baudenkmale ohne Bild sind mit einem blauen bzw. roten Marker gekennzeichnet, Baudenkmale mit Bild mit einem grünen bzw. orangen Marker.
- Offizielle Bezeichnung: Nennt den Namen, die Bezeichnung oder zumindest die Art des Kulturdenkmals und verlinkt, soweit vorhanden, auf den Artikel zum Objekt.
- Beschreibung: Nennt bauliche und geschichtliche Einzelheiten des Kulturdenkmals, vorzugsweise die Denkmaleigenschaften.
- Erfassungsnummer: Für jedes Kulturdenkmal wird in Sachsen-Anhalt eine 20stellige Erfassungsnummer vergeben. Die letzten zwölf Ziffern werden für die Untergliederung nach Teilobjekten genutzt und werden nur angegeben, soweit vergeben. In dieser Spalte kann sich folgendes Icon  befinden, dies führt zu Angaben zu diesem Baudenkmal bei Wikidata.
- Ausweisungsart: Die Einordnung des Denkmales nach § 2 Abs. 2 DenkmSchG LSA
- Bild: Ein Bild des Denkmales, und gegebenenfalls einen Link zu weiteren Fotos des Kulturdenkmals im Medienarchiv Wikimedia Commons. Wenn man auf das Kamerasymbol klickt, können Fotos zu Kulturdenkmalen aus dieser Liste hochgeladen werden: